# Kto jest Żydem?
Kto jest Żydem? (hebr. ? מיהו יהודי wym. w IPA [ˈmihu jehuˈdi]) – pytanie obecne w tradycji żydowskiej, na które nie da się jednoznacznie odpowiedzieć i które jest tematem kontrowersyjnej dyskusji w środowiskach żydowskich, gdyż za Żyda można się uważać z powodu pochodzenia etnicznego, identyfikacji z kulturą i religią żydowską, czasem tylko z jednego z tych powodów. Żydzi nie stanowią jednolitej grupy religijnej i etnicznej. Definicje Żyda różnią się pomiędzy różnymi odłamami judaizmu, jeszcze inne są normy obecne w izraelskim prawie.

## Judaizm
Dla tradycyjnego judaizmu Żydem jest tylko osoba, która ma matkę lub przeszła konwersję na judaizm (choć bardziej tradycyjne odłamy nie zawsze uznają konwersję dokonane przez bardziej liberalne odłamy, z powodu częstego nieprzestrzegania zasad konwersji). Judaizm reformowany uznaje za Żyda każdą osobę, która ma rodzica-Żyda lub przeszła konwersję na judaizm. Osobiste przekonania religijne nie mają znaczenia – niezależnie od odłamu, nie trzeba żyć zgodnie z zasadami judaizmu by być uznanym za Żyda, zaś ktoś wyznający judaizm nie zawsze jest Żydem. Wiele osób, które uważają się z jakichś powodów za Żydów, nie jest uznawanych przez inne grupy lub instytucje. Dotyczy to na przykład Żydów reformowanych, którzy nawet pomimo etnicznego pochodzenia żydowskiego czasem nie są uznawani przez Żydów ortodoksyjnych. Choć Agudath Ha-Rabonim (organizacja zrzeszająca niektórych ortodoksyjnych rabinów) w oświadczeniu z marca 1997 roku uznała judaizm konserwatywny i judaizm reformowany za będące „poza Torą i poza judaizmem", to nie znaczy to, że ich wyznawcy nie są Żydami – Żydem jest każdy, kto ma żydowską matkę (a co za tym idzie – żydowskie pochodzenie w linii żeńskiej) lub przeszedł ważną konwersję na judaizm, oświadczenie tej organizacji dotyczy jedynie statusu samych odłamów judaizmu, a nie ich wyznawców; ponadto ta organizacja nie jest reprezentatywna dla całej społeczności Żydów ortodoksyjnych, np. Rada Rabiniczna Ameryki (ang. The Rabbinical Council of America), gałąź Związku Ortodoksyjnych Gmin Żydowskich w Ameryce, stanowczo odrzuciła i skrytykowała to oświadczenie.
Według judaizmu humanistycznego Żydem jest osoba, która studiuje świecką i religijną tradycję żydowską i deklaruje się jako Żyd.

## Prawo izraelskie
W Izraelu istnieje kontrowersja wokół pytania „Kto jest Żydem?” ponieważ dotyczy ona zarówno kwestii obywatelstwa, jak i statusu osobistego, takich jak małżeństwo. Izraelskie Prawo Powrotu przyznaje obywatelstwo osobom, które mają przynajmniej jednego żydowskiego dziadka, nawet jeśli same nie są religijne i nie spełniają tradycyjnych halachicznych kryteriów uznania za Żyda. Z kolei sądy rabinackie, odpowiedzialne za kwestie osobiste, takie jak małżeństwo, stosują zasady halachiczne, które wymagają, aby osoba uważana za Żyda miała matkę Żydówkę lub przeszła ortodoksyjną konwersję. Prowadzi to do konfliktów między różnymi odłamami judaizmu oraz Żydami świeckimi. Stwarza sytuację w których osoby uznawane za Żydów przez państwo mogą nie być uznawane za takich przez religijne instytucje. Nie każdy Izraelczyk musi być Żydem – w 2020 jedynie 75% populacji tego państwa było Żydami.